# Roberto Berthoud
Mario Roberto Berthoud (Serravalle Scrivia, 11 febbraio 1905 – Genova, 25 gennaio 1945) è stato un partigiano italiano.

## Biografia
Nato a Serravalle Scrivia, di professione calzolaio, si avvicinò in giovane età a idee comuniste e entrò a far parte del Partito Comunista Italiano che era clandestino, diventando ben presto dirigente della sezione locale.
Per il suo antifascismo militante venne perseguitato e incarcerato dal regime fascista. Divenne segretario della Federazione Giovanile Comunista Italiana di Alessandria.
Nel 1943 aderì alla resistenza e nel 1944 fondò il CLN di Serravalle Scrivia e organizzò i contatti tra i partigiani, soprattutto della divisione Pinan-Cichero. Poi divenne commissario politico presso le formazioni garibaldine della Val Lemme e ospitò in casa sua disertori, renitenti alla leva e antifascisti.
Il 28 dicembre 1944 venne arrestato dalle Brigate Nere, venne consegnato alle SS di Siegfried Engel e trasferito nella Casa dello Studente a Genova, dove fu sottoposto a lunghe torture per quasi un mese, senza mai rivelare il nome di altri partigiani. Portato morente nel carcere di Marassi, gli venne negata qualunque assistenza medica.
Il suo corpo fu seppellito in segreto nel cimitero di Staglieno, poi nel dopoguerra fu consegnato alla famiglia e seppellito nel mausoleo dei Caduti della Libertà a Serravalle Scrivia.

## Riconoscimenti
A lui è stata dedicata la via principale di Serravalle Scrivia, la sezione locale dell'ANPI e una stele nei giardini pubblici di Serravalle Scrivia.